# Jim Gilstrap (edző)
Jim Gilstrap (South Bend, Indiana, 1942. május 11. – Corvallis, Oregon, 2007. július 19.) amerikai amerikaifutball-játékos és -edző.

## Pályafutása
A Nyugat-michigani Egyetemen diplomázott. 1964-ben a Southern Illinois Salukis védőfalának, 1965–1966-ban pedig a Case Western Reserve Spartans támadófalának edzője volt. 1967–1968-ban a Edinboro Fighting Scots védőfal-, illetve 1969 és 1974 között az Illinois State Redbirds, 1977-ben pedig a Kansas State Wildcats támadófaledzője volt. 1978 és 1980 között ezen pozíciót a Western Michigan Broncosnál töltötte be.
1980–1981-ben a Fort Hays State University, birkózó-, 1981 és 1983 között pedig amerikaifutball-vezetőedzője volt. 1984 és 1986 között a Saskatchewan Roughriders, 1987 és 1989 között a Toronto Argonauts, 1990-ben pedig a Winnipeg Blue Bombers munkatársa volt; utóbbi csapat megnyerte a 78. Grey-kupát. 1991–1992-ben a San Antonio Riders, 1993-ban pedig a Toronto Argonauts támadófaledzői pozícióját töltötte be.
Az 1995-ös CFL-szezonban az Ottawa Rough Riders vezetőedzőjévé nevezték ki, de az 1996-os szezon 0–2-es eredményét követően kirúgták; az év hátralévő részét a Hamilton Tiger-Catsnél töltötte.
1997–1998-ban az Oregon State Beavers helyettes vezetőedzője, majd 1999-ben a Linfield Wildcats edzőhelyettese volt. A 2002-es szezont a Délnyugat-mississippi Közösségi Főiskola munkatársaként töltötte, majd 2002 és 2005 között újra a Beavers alkalmazta.

## Eredményei vezetőedzőként

### Egyetemi
| Év                                                                  | Eredmény                                                            | Eredmény                                                            | Helyezés                                                            |
| Év                                                                  | Összesített                                                         | Konferencia                                                         | Helyezés                                                            |
| Fort Hays State Tigers (Central States Intercollegiate Conference)) | Fort Hays State Tigers (Central States Intercollegiate Conference)) | Fort Hays State Tigers (Central States Intercollegiate Conference)) | Fort Hays State Tigers (Central States Intercollegiate Conference)) |
| ------------------------------------------------------------------- | ------------------------------------------------------------------- | ------------------------------------------------------------------- | ------------------------------------------------------------------- |
| 1981                                                                | 6–5                                                                 | 3–4                                                                 | T-4.                                                                |
| 1982                                                                | 6–3–1                                                               | 4–2–1                                                               | 4.                                                                  |
| 1983                                                                | 8–3                                                                 | 4–3                                                                 | T-3.                                                                |
| Összesen:                                                           | 20–11–1                                                             | 11–9–1                                                              | –                                                                   |

### CFL
| Csapat              | Év        | Szezon | Szezon | Szezon | Szezon      | Rájátszás     |
| Csapat              | Év        | GY     | V      | W%     | Helyezés    | Rájátszás     |
| ------------------- | --------- | ------ | ------ | ------ | ----------- | ------------- |
| Ottawa Rough Riders | 1995      | 3      | 15     | .167   | Utolsó hely | Nem jutott ki |
| Ottawa Rough Riders | 1996      | 0      | 2      | .000   | Utolsó hely | Kirúgva       |
| Összesen:           | Összesen: | 3      | 17     | .150   | –           | –             |

## Fordítás
- Ez a szócikk részben vagy egészben  a   Jim Gilstrap (coach) című angol Wikipédia-szócikk ezen változatának fordításán alapul.  Az eredeti cikk szerkesztőit annak laptörténete sorolja fel. Ez a jelzés csupán a megfogalmazás eredetét és a szerzői jogokat jelzi, nem szolgál a cikkben szereplő információk forrásmegjelöléseként.